# سمك السلمون الصخري

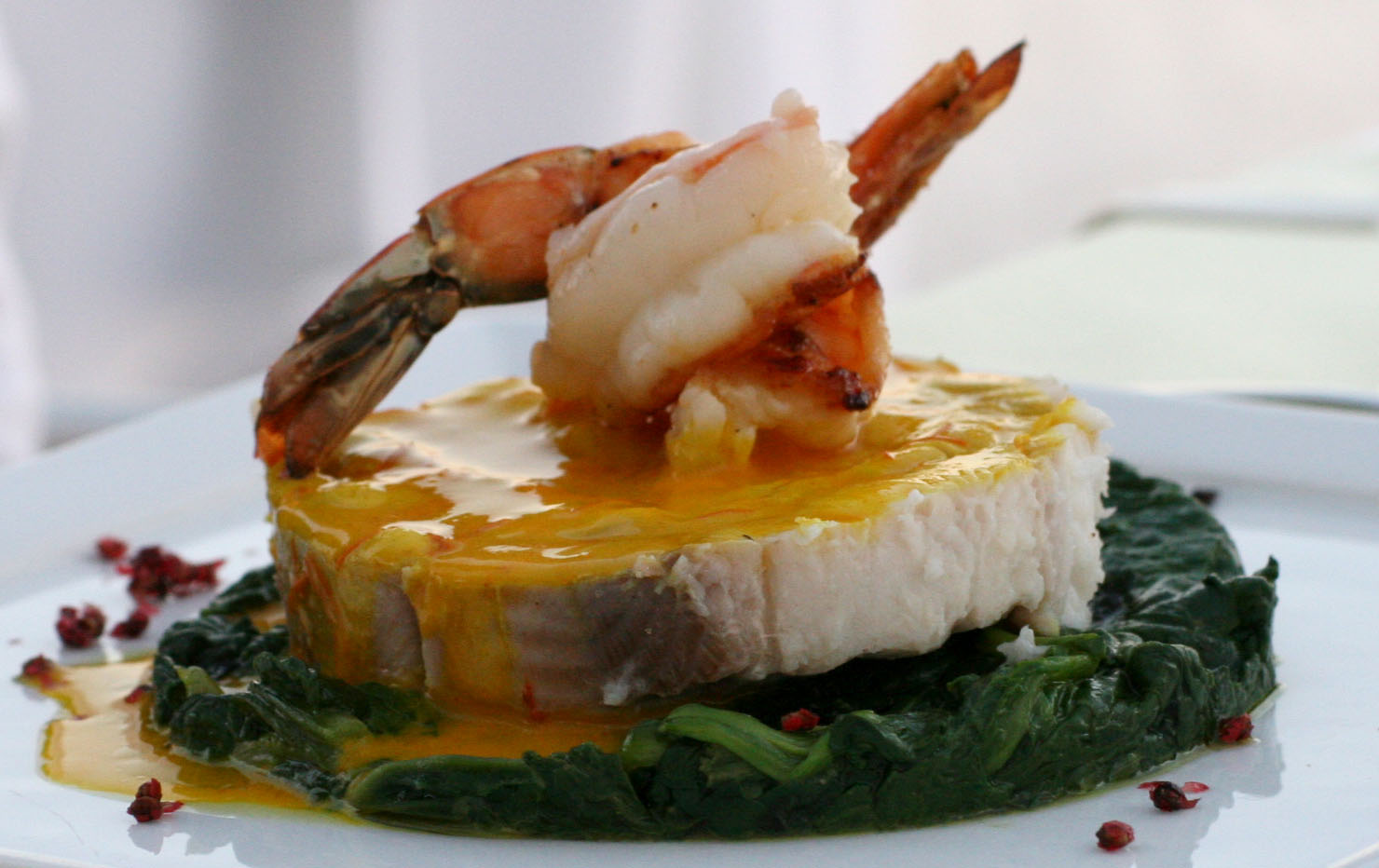
السلمون الصخري المطبوخ

يمكن أن يشير سمك السلمون الصخري أيضاً إلى نهاش فضي البقع.
سمك السلمون الصخري، المعروف أيضاً باسم الانقليس الصخري، أو قطع سمك القرش الصغيرة، أو كلب البحر، أو وليام اللذيذ (سويت وليام)، هو طبق شائع في بريطانيا، يعتمد على سمك القرش، وغالباً ما يتم تقديمه كجزء من عشاء السمك ورقائق البطاطا.
ويمكن أن يكون الطبق أحد الأنواع العديدة من أسماك القرش الصغيرة، بما في ذلك كلب البحر الشوكي (سكوالوس أكانثياس)، والقرش القطي صغير الرقط (سكايليوراينس كانيكيولا)، وكلب البحر كبير الرقط (سكايليوراينس ستيلاريس).
ويتم استهلاك سمك السلمون الصخري في العديد من الدول الأوروبية. ومع ذلك ، فإن كلب البحر الشوكي أصبح الآن من الأنواع المهددة بالانقراض بسبب الإفراط في صيد الأسماك، ويصنف على أنه معرض للخطر في القائمة الحمراء للأنواع المهددة بالانقراض،  كما أن عدد الكائنات الحية لهذا النوع في شمال شرق المحيط الأطلسي معرض لخطر شديد.